# Großsolt

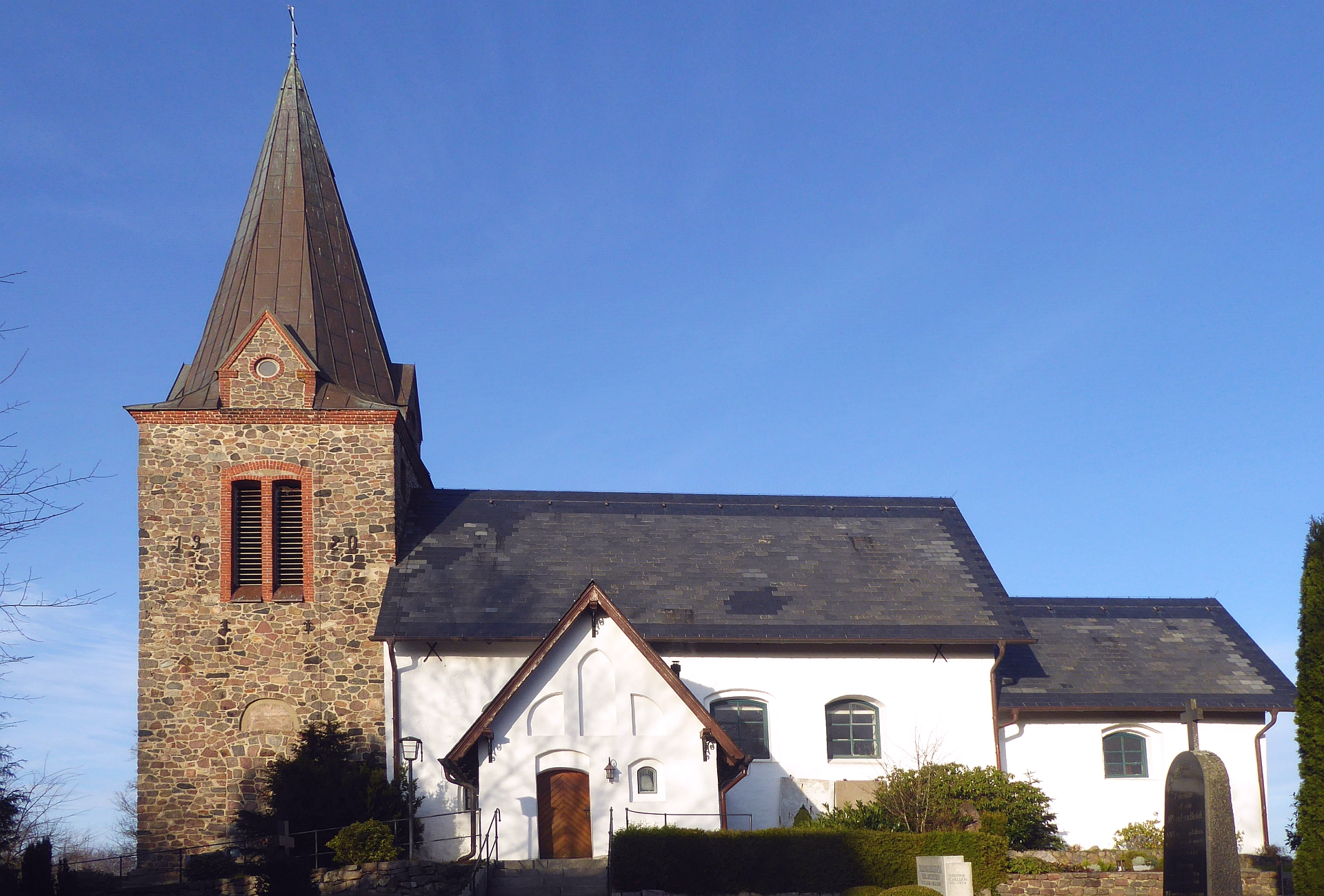
Großsolter Kirche (2018)

Großsolt (dänisch Store Solt) ist eine Gemeinde im Kreis Schleswig-Flensburg in Schleswig-Holstein.

## Geografie
Die Gemeinde Großsolt liegt rund zehn Kilometer südlich von Flensburg und besteht aus den Ortsteilen beziehungsweise Ortschaften Großsoltholz (Store Soltskov), Großsoltwesterholz, Großsoltbrück (Store Soltbro), Bistoft, Estrup, Kollerup, Mühlenbrück (Møllebro) und Großsolt selbst.
Des Weiteren existieren noch verschiedene alte Wohnplätze, welche heute den obigen Ortsteilen zugeordnet sind: Bistoftfeld (Bistoftmark), Bistoftholz (Bistoftskov), Bregengaard (Bregnegaard), Erholung, Ernsthof, Estrupfeld (Estrupmark), Friesheck (Frisled), Holstein, Kloster, Kollerupfeld (Kollerupmark), Kollerupholz (Kollerupskov), Rugenkanzel und Süderballig (Sønderballe).
Die Bondenau und die Kielstau, aus denen weiter westlich die Treene hervorgeht, durchfließen die Gemeinde von Ost nach West und münden im Treßsee.
Die Landschaft ist hügelig und besteht überwiegend aus weichselzeitlichen Grundmoränen und Binnensandern. Großsolt zählt zur Landschaft Angeln.

## Geschichte
Großsolt wurde 1352 erstmals erwähnt. Der Name entstand aus dem ursprünglichen Namen der heutigen östlichen Treßseeniederung. Das Ufer des Sees befand sich bis zur Frühe Neuzeit in Ortsnähe. Die Endung „-solt“ kommt daher von „sulz“ für Sumpf, sumpfiges Gelände (vgl. adän. sol, nndt. Såhl, Soll). Eine Ableitung in der Bedeutung von „Salz“, wie sie bei einigen schleswigschen Flurnamen vorkommt und die als solche auf einen früheren Namen der Bondenau hinweisen könnte, scheint dagegen unwahrscheinlich.
Bis in das 20. Jahrhundert fischte man in Großsolt. Durch die Flussregulierung der Kielstau und der Bondenau 1925 und der Flurbereinigung in den 1960er und 1970er Jahren verlandete der ursprünglich vermutlich mehr als einhundert Hektar große Treßsee immer weiter. Die Lachse starben aus und die Fischereirechte, einst Garant für Wohlstand, wurden bedeutungslos.
Zum Ende des Zweiten Weltkrieges, im Mai 1945, siedelte sich in Flensburg-Mürwik die letzte Reichsregierung unter Karl Dönitz an. Generalfeldmarschall Ernst Busch, der zum Oberbefehlshaber Nordwest ernannt worden war, schlug offenbar gleichzeitig im zehn Kilometer entfernten Kollerup (Lage), auf dem Hof der Familie Christiansen, sein Hauptquartier auf. Im Mai 1945 hielt sich auch kurzzeitig Heinrich Himmler mit seinem Gefolge in Kollerup auf. Gleichzeitig tauchte der SS-General Curt von Gottberg in Kollerup auf. Heinrich Himmler war über die sogenannte Rattenlinie Nord in den Flensburger Raum gekommen, um sich an der Reichsregierung im Sonderbereich Mürwik zu beteiligen. Da ihm die Beteiligung verwehrt wurde, flüchtete er weiter in Richtung Süden. Letztlich starb er am 23. Mai 1945 in Lüneburg in britischer Gefangenschaft durch Suizid.

## Politik

### Gemeindevertretung
Bei der Kommunalwahl am 14. Mai 2023 wurden insgesamt 13 Sitze vergeben. Von diesen erhielt die Kommunale Wählergemeinschaft Großsolt sieben Sitze, die CDU vier Sitze und die FDP zwei Sitze.

### Wappen
Blasonierung: „In Grün eine goldene Hausmarke in Form eines gestürzten, aus sechs Rauten bestehenden lateinischen Gitterkreuzes, von denen diejenige, welche die Kreuzungsstelle bildet, vergrößert ist.“
Das Großsolter Wappen enthält einen Schmuck aus der Wikingerzeit – ein lateinisches Gitterkreuz.
Die sechs gelben Rauten auf grünem Grund symbolisieren die sechs ehemals selbstständigen Gemeinden.

## Öffentliche Einrichtungen

### Bildungseinrichtungen
Das erste Schulgebäude in Großsolt wurde 1757 erbaut und bis ca. 1790 genutzt. Im Laufe der Jahrhunderte hat die Schule Großsolt ihren Standort einige Male gewechselt. Seit 1971 ist sie unweit der Kirche beheimatet.
Die Grundschule Großsolt wird von Kindern und Jugendlichen aus den Gemeinden Großsolt und Freienwill besucht, der Hauptschulteil lief 2011 aus.

### Freizeit- und Sportanlagen
Der nahe Holmark-See stellt im Sommer als Freibad unter Aufsicht der DLRG einen beliebten Treffpunkt dar. Sportplatz, Sporthalle und Tennisplätze stehen zur Freizeitgestaltung zur Verfügung.
Das rege Vereinsleben mit Sportverein, Landfrauen, Männergesangsverein, Freiwilliger Feuerwehr, Westangler Reiterverein und Ortskulturring prägt das Miteinander im Ort.

### Freiwillige Feuerwehren
Die Gemeinde besitzt drei Freiwillige Feuerwehren, die von Bistoft-Mühlenbrück, die von Estrup-Kollerup und die von Großsolt selbst.

## Kultur und Sehenswürdigkeiten
Die bäuerliche Prägung ist im Ortsbild der Gemeinde mit über zwanzig Betrieben erhalten geblieben. Besonders stattliche landwirtschaftliche Anwesen mit großem Baumbestand und Alleen sind insbesondere in Estrup und Kollerup zu finden. Auf vielen Höfen der Gemeinde wird „Urlaub auf dem Bauernhof“ angeboten oder sie präsentieren sich als Reiterhof.
In der Liste der Kulturdenkmale in Großsolt stehen die in der Denkmalliste des Landes Schleswig-Holstein eingetragenen Kulturdenkmale.
Bauwerke
Die Großsolter Kirche wurde 1970 durchgreifend restauriert. Sie ist ein romanischer Feldsteinbau aus dem späten 12. Jahrhundert mit eingezogenem Chor. Das Nord- und Südportal ist mit Granitquadern gebaut. Durch die Halle des erst 1920 errichteten Kirchturms gelangt man in den Kirchenraum. Auf dem Friedhof gibt es noch einige Grabsteine aus dem 17. und 18. Jahrhundert.

## Sonstiges
Der Schriftsteller und Ethnologe Traugott Tamm (1860–1938) wuchs in Großsolt auf. Sein Vater war der Pastor Heinrich Tamm, der ab 1864 die Pfarrstelle in Groß- und Kleinsolt übernahm.